# 肯·凯利
肯·凯利（Ken Kelly，1946年5月19日—2022年6月3日）是一位美国奇幻艺术家，主要专注于劍與魔法、英雄奇幻等亚体裁的创作。
肯·凯利是奇幻艺术的先驱法兰克·法拉捷特妻子的外甥，肯·凯利最初师从法拉捷特，之后去了沃伦出版社（Warren Publishing）创作漫画和恐怖杂志插画，其作品主要包含战士、女人、魔鬼、巨龙等主题。肯·凯利还为KISS乐队、战士帮合唱团等重金属乐队创作唱片封面。